# Energiebezugsfläche
Die Energiebezugsfläche (EBF), auch Beheizte Brutto-Grundfläche (BGFB) genannt, ist die Summe aller Grundflächen eines Gebäudes, die beheizt beziehungsweise klimatisiert werden. Die Notwendigkeit der Definition einer EBF ergibt sich aus dem Wunsch der Bestimmung von Vergleichswerten, um den Heizenergiebedarf verschiedener Gebäude bewerten zu können. Der Begriff Energiebezugsfläche wird in der Schweiz und in Österreich verwendet und kann mit der in Deutschland gebräuchlichen Bezeichnung Gebäudenutzfläche (EnEV) verglichen werden.

## Berechnung der EBF
Die EBF ergibt sich als Summe aller Brutto-Grundflächen (BGF), das heißt einschließlich der umgebenden Mauern oder Brüstungen. Ist die Mauerdicke unbekannt, so kann die Brutto-Grundfläche hinreichend genau als 1,1- bis 1,15-faches der Netto-Grundfläche (NGF) bestimmt werden – letztere ist die Summe der zwischen den aufgehenden Bauteilen befindlichen Bodenflächen (Fußbodenfläche) aller Grundrissebenen eines Bauwerkes (deren Differenz ist die Konstruktionsgrundfläche (KGF), die Fläche der konstruktiven Elemente des Gebäudes). In die Energiebezugsfläche fallen auch die Konstruktionsflächen, weil diese, da die Wärmedämmung meist an der Außenhülle angebracht ist, mitbeheizt werden.
Zur EBF gehören alle Wohnräume, auch Schlafzimmer, und nicht beheizten Räume, deren Mitbeheizung für die Nutzung üblich ist. Solche sind zum Beispiel Treppenhäuser, wenn diese von der Außenluft abgegrenzt sind.
Nicht zur EBF gehören Räume, für deren Nutzung ein Beheizen nicht notwendig ist, wie:
- Wasch- und Trockenräume
- Heizungsräume und Maschinenräume
- Räume für die Lagerung von Brennstoffen
- Garagen
- Abstellräume für Fahrräder, Kinderwagen; auch als Abstellraum genutzte Privatkeller
- nicht von der Außenluft abgegrenzte Räume wie Balkone, Laubengänge, Terrassen.

Um bei komplexen Gebäudenutzungstypen eine Vergleichbarkeit des Energiebedarfs zu gewährleisten, kann die Modifizierungs der EBF/BGFB mit Korrekturfaktoren angebracht sein.
Solche Korrekturfaktoren sind unter anderem:
- Teilzeit-Korrekturfaktor {\displaystyle f_{z}} für saisonal beheizte Räume
- Temperatur-Korrekturfaktor {\displaystyle f_{t}} für Räume mit Temperaturen, die von der Raumtemperatur (21 °C) abweichen
- Raumhöhen-Korrekturfaktor {\displaystyle f_{h}} für besonders hohe Räume

Bei nicht saisonal genutzten Wohngebäuden sowie bei Schulen und Bürogebäuden sollte gänzlich auf die Anwendungen solcher Korrekturfaktoren verzichtet werden.
Bei besonders hohen Räume ab 3 m Raumhöhe wird der Korrekturfaktor mit der Formel {\displaystyle f_{h}=h/3} bestimmt. Für einen Raum mit einer Höhe von 6 m gilt also {\displaystyle EBF=2*BGF}.
Bei ausgebauten Dachräumen wird die anteilige Brutto-Grundfläche mit {\displaystyle EBF=V/h} bestimmt (Geschossvolumen ÷ mittlere Höhe des Dachraumes).